# Ökumenische Nikolauskirche Orsoy
Die denkmalgeschützte Ökumenische Nikolauskirche Orsoy oder auch Ökumenische Nikolaus-Kirche Orsoy (bis zum 14. Oktober 2023 evangelische Kirche Orsoy) ist eines der bedeutendsten Bauwerke der Backsteingotik am Niederrhein. Die dreischiffige, spätgotische Stufenhallenkirche befindet sich im Zentrum von Orsoy, einem Stadtteil von Rheinberg im Kreis Wesel. Neben ihrer Funktion als evangelische Gottesdienststätte ist das Gebäude das kulturelle Zentrum des Ortes. Hier finden neben dem Gottesdienst auch Lesungen und Konzerte statt. Die Kirchengemeinde gehört zum Kirchenkreis Moers der Evangelischen Kirche im Rheinland. Seit der Profanierung der St. Nikolaus Kirche in Orsoy wird das Gebäude durch die römisch-katholische und evangelische Gemeinde gemeinsam unter neuen Namen genutzt.

## Geschichte
Das heutige Kirchenbauwerk geht auf einen Vorgängerbau aus dem 12. Jahrhundert zurück, den die Grafen von Kleve als Eigenkirche für die Angehörigen von deren Grundherrschaft in Orsoy erbauen ließen. Erstmals urkundlich erwähnt wird das Gotteshaus 1223/25 als Filialkirche der Gemeinde Rheinberg. Vor der Reformation stand sie unter dem Patrozinium des heiligen Nikolaus.
Der Großteil der schriftlichen Zeugnisse zur Geschichte der ev. Kirche Orsoy wurde bei den zahlreichen Kriegen und Bränden, die Orsoy erlebt hat, vernichtet. Insbesondere die Kirchenbücher aus der Zeit vor der Reformation wurden bei einem Schadfeuer am 5. Mai 1587 vernichtet, als italienische Besatzungssoldaten unter anderem auch das Kirchenarchiv in Brand setzten.

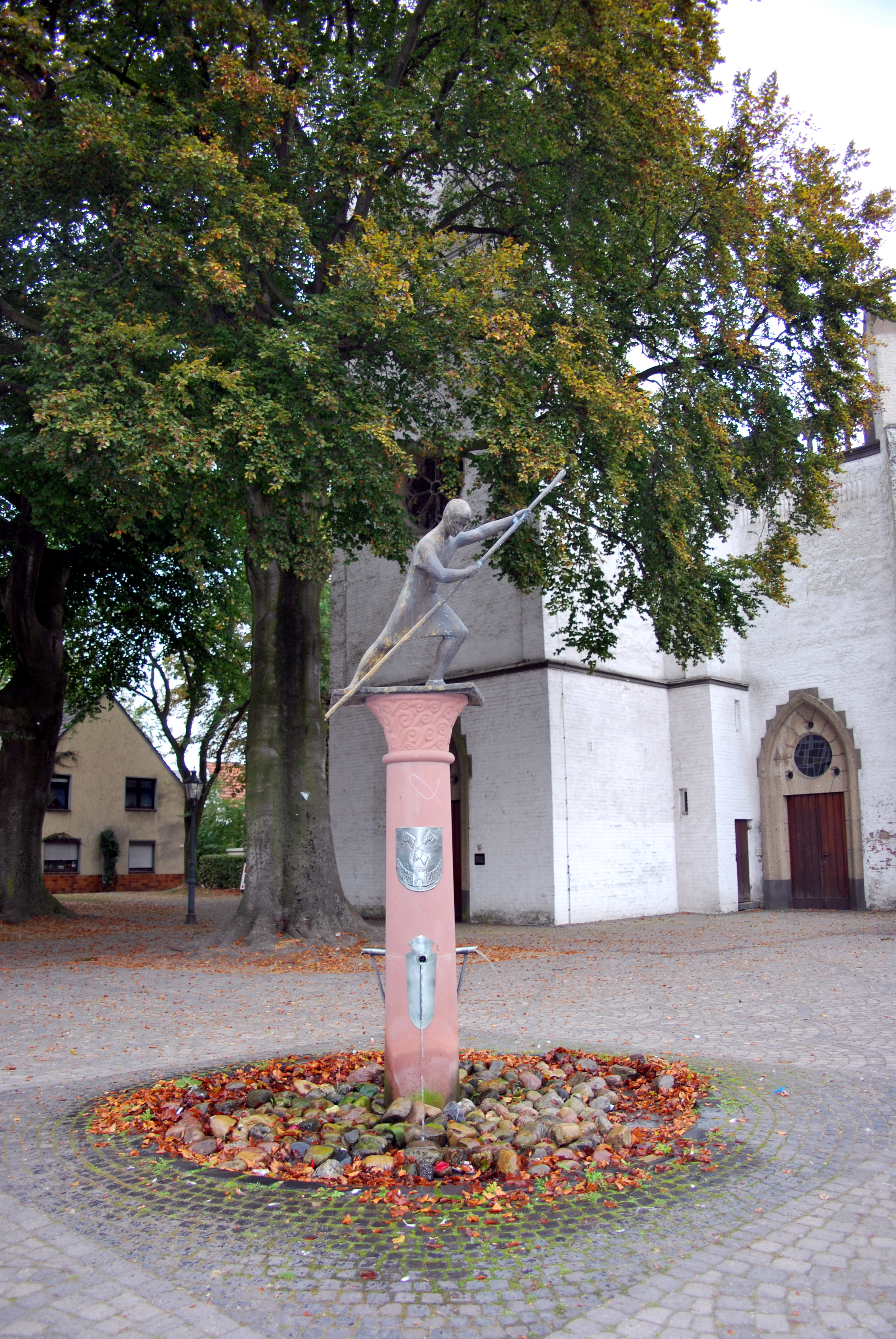
Springbrunnen auf dem Kirchplatz

Der erste bezeugte reformierte Prediger in Orsoy war Bernhard Benrad, nach anderer Lesart auch B. von Rad, der 1547 von Herzog Wilhelm V. von Kleve eingesetzt wurde. Orsoy ist somit eine der ältesten reformierten Gemeinden am Niederrhein. 1564 wurde Benrad vertrieben und ging nach Sonsbeck. Von dort wurde er erneut vertrieben, als er versuchte, Heiligenbilder aus der dortigen Kirche zu entfernen. Benrad folgten die katholischen Pastoren Burchard Stier von Issel und Rudolf Frankomala (Frankenmüller) im Amt. 1580 fand die reformierte Gemeinde von Orsoy Anschluss an den Weseler Konvent. Sechs Jahre später, 1586, verbot ein Erlass von Johann Wilhelm die Ausübung der reformierten Glaubensrichtung. In der Folge kam es zu einem häufigen Wechsel von Priestern beider Konfessionen.
Unter der niederländischen Besetzung 1632 wurde die ehemals katholische St.-Nikolaus-Kirche letztlich reformiert. Die katholische Gemeinde erhielt 1673 die Orsoyer Gasthauskapelle zugewiesen und erfuhr 1683 die offizielle Neugründung. In den Jahren 1843 bis 1848/50 wurde nördlich der evangelischen Kirche eine neue katholische Pfarrkirche im neugotischen Stil erbaut, die bis zu ihrer Profanierung im Oktober 2023 das Patrozinium weiterführte. Während des Gottesdienstes am 14. Oktober 2023, bei welchem die katholische Gemeinde in die Evangelische Kirche einzog, wurde mitgeteilt, dass die Evangelische Kirche von fortan Ökumenische Nikolauskirche heißen soll. Dies wurde im Oktober 2024 mit entsprechenden Aushängen erneut bestätigt. Der neue Name ist ein Bezug auf das ursprüngliche Patrozinium des heiligen Nikolaus, bei welchem jedoch der Zusatz Sankt gezielt weggelassen worden ist, um die Glaubensansichten der katholischen Gemeinde (Verehrung der Heiligen) und der evangelischen Gemeinde (Ablehnung der Heiligenverehrung) miteinander zu vereinbaren.

## Baugeschichte

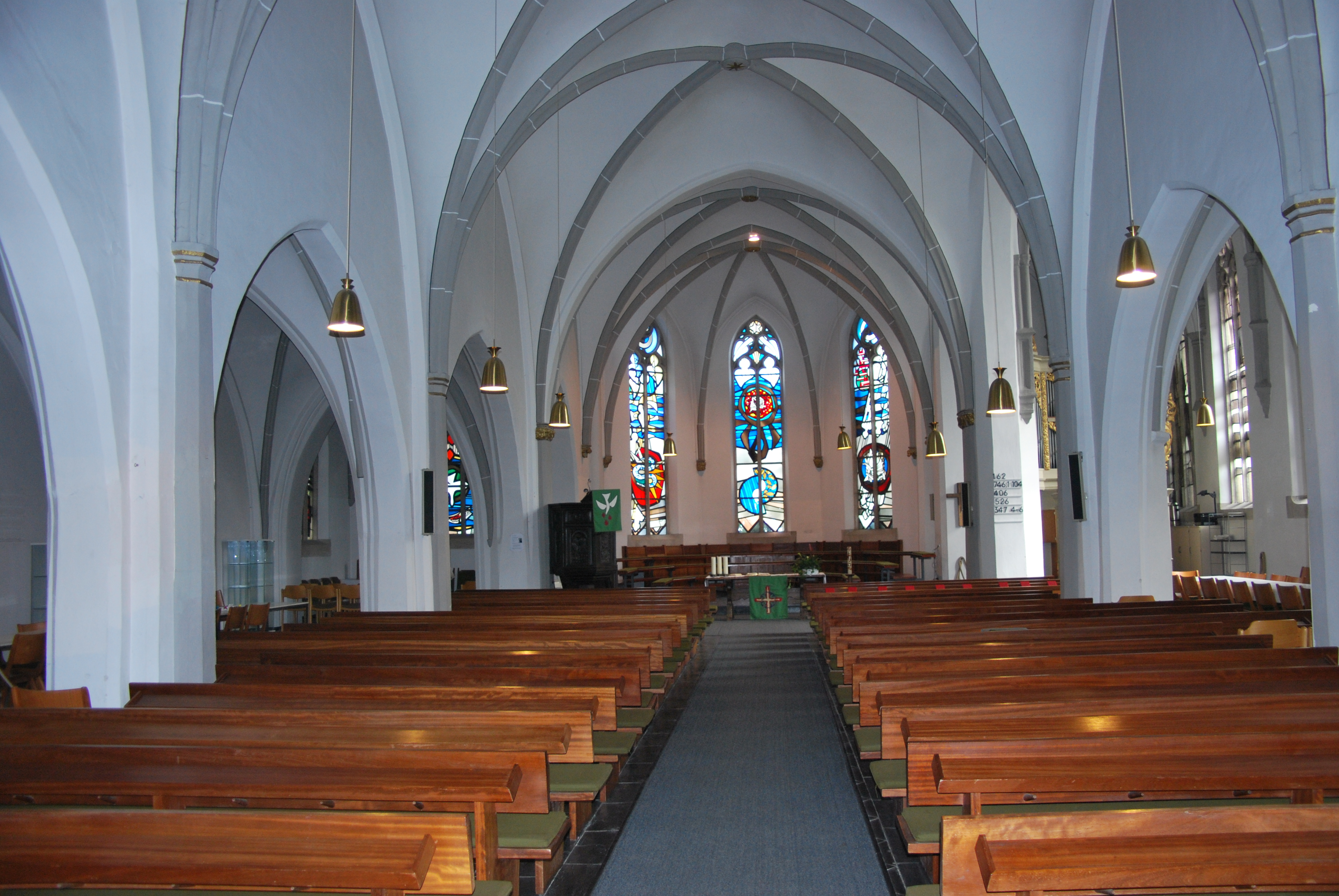
Blick in den Innenraum der Kirche

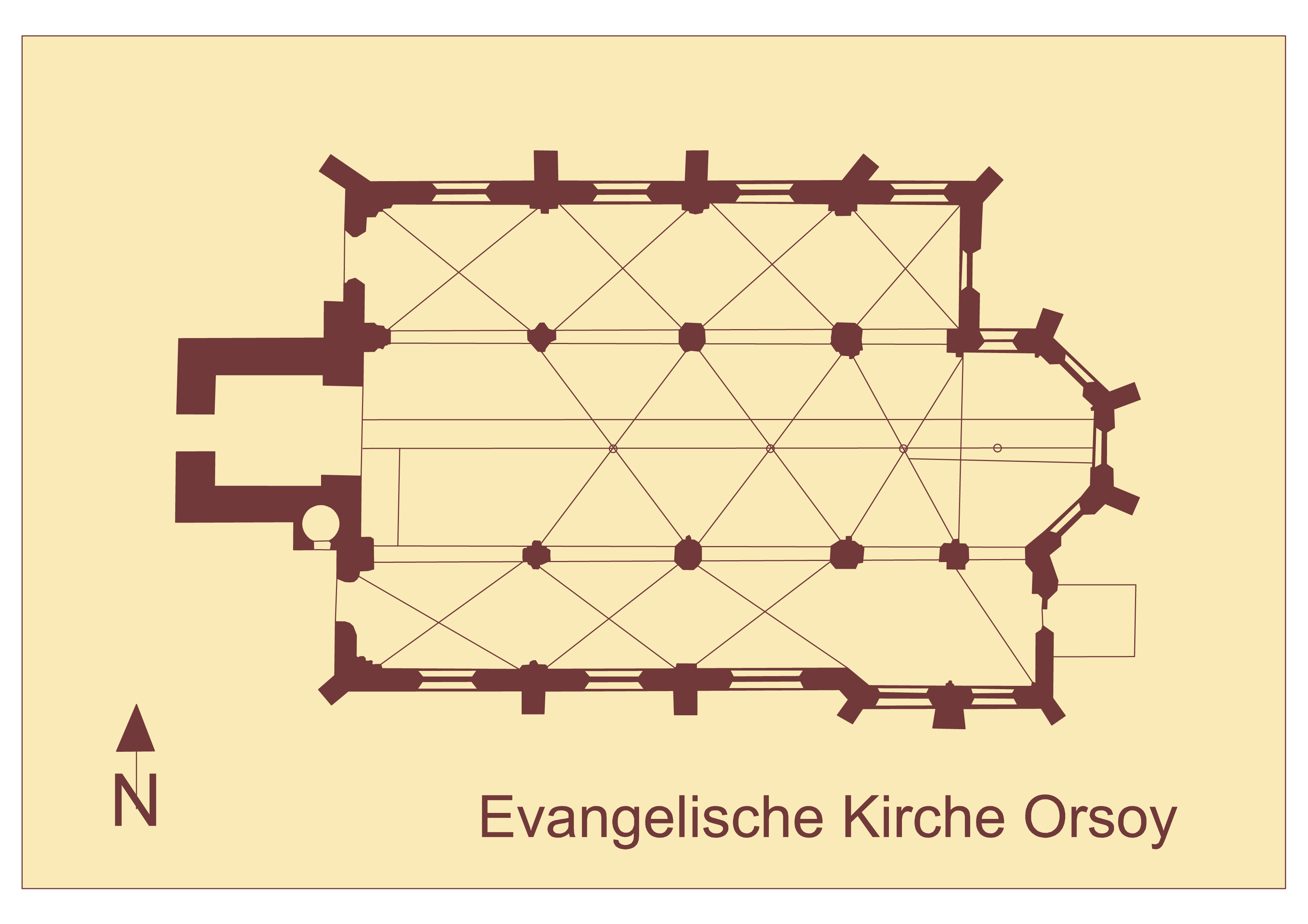
Grundriss der Evangelischen Kirche Orsoy

Die breitgelagerte Backsteinkirche wurde in der Mitte des 15. Jahrhunderts errichtet. Der 5/8-Chor ist mit drei Spitzbogenfenstern ausgestattet. Dem überhöhten Mittelschiff ist ein dreigeschossiger Westturm vorgesetzt, der eine Gesamthöhe von 36 Meter aufweist.
Bei dem Schadfeuer von 1587 wurde die Kirche stark beschädigt. Nach notdürftigen Ausbesserungen 1605 wurde im Jahre 1611 ein Notbau für die Verrichtung des Gottesdienstes errichtet. 1638 konnten das Dach und der Westturm wiederhergestellt werden. 1755 wurde die Kirche umfassend umgebaut. Aufgrund der steten Hochwassergefährdung wurde der Innenraum immer wieder angehoben. Zuletzt erfolgte eine solche Anhebung 1855 um etwa 65 cm als Angleichung an das ebenfalls angehobene Straßenniveau. Insgesamt kann das ursprüngliche Bodenniveau etwa 1,50 Meter unterhalb des heutigen Kirchenfußbodens angenommen werden. 1855/56 fanden Umbauten am Westturm statt. Gleichzeitig wurde die Westwand mit einer Maßwerkgalerie und mit Eckfialen ausgestattet.
An den Innenwänden der Turmhalle weisen Hochwassermarken auf die Überschwemmungskatastrophen vom 15. Februar 1565 und 28. Februar 1687 hin.
Die älteste niederfränkische Inschrift an der Südseite lautet:
| Inschrift | Übersetzung |
| --- | --- |

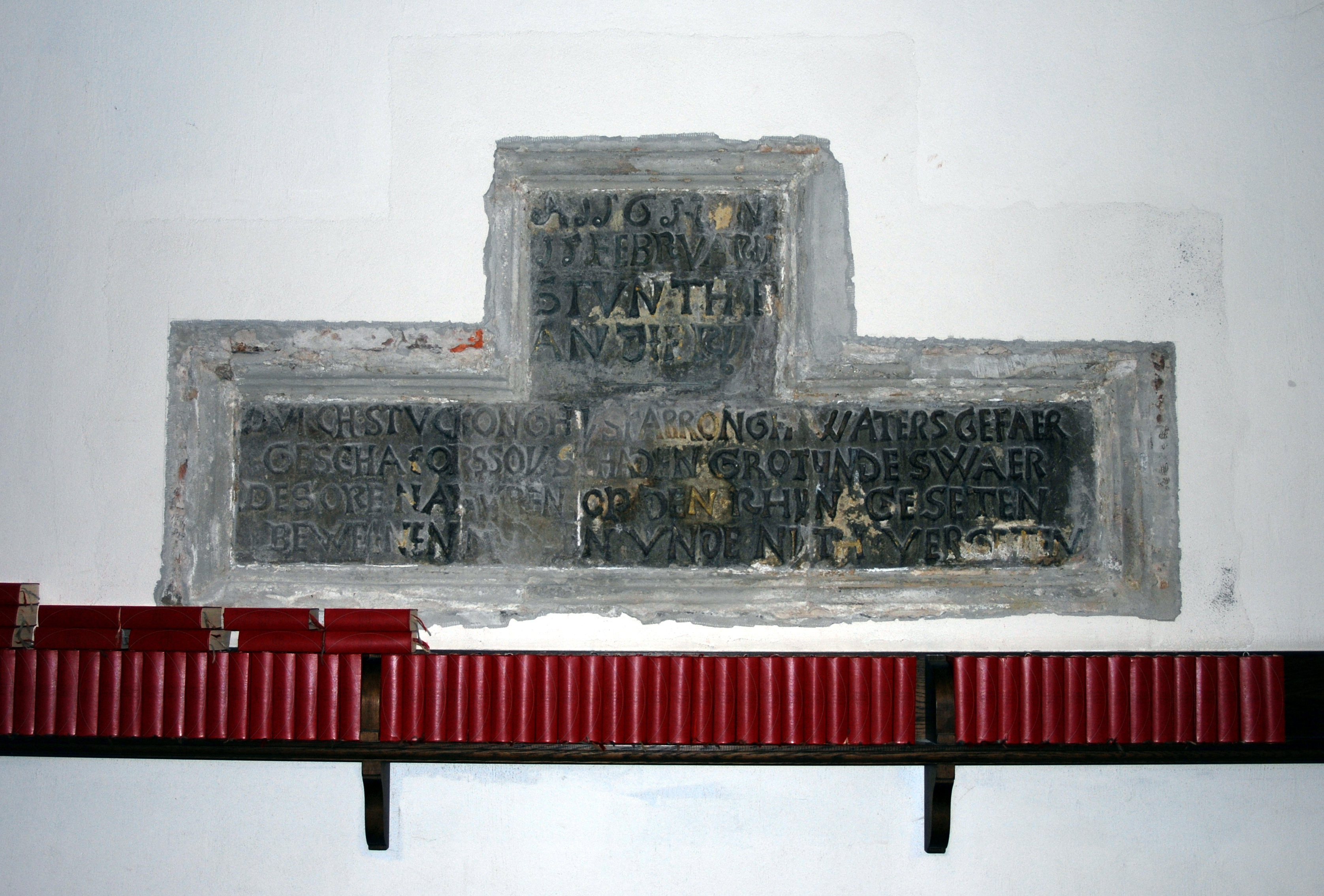
Hochwassermarke von 1565.

| 1565 DEN 15. FEBRUAR STUNT HIER AAN DE RYN DURCH STVCKONGH ISFFARRONGH WATERSGEFEAR GESCHA T’ORSOY SCHADE GROT YNDE SWAER DES ÖRE NABVREN OP DEN RYN GESETEN BEWEINEN MOEGEN VNDE NYTH VERGETEN | Am 15. Februar 1565 stand hier der Rhein an. Durch Stockung, Eisgang, Wassergefahr Geschah zu Orsoy Schaden groß und schwer Was ihre Nachkommen am Rheine wohnend Beweinen mögen und nicht vergessen. |

Ihr gegenüber an der Nordwand ist eine rechteckige Tafel aus Sandstein angebracht, die eine ebenfalls niederfränkische Inschrift von 1687 trägt:
| Inschrift | Übersetzung |
| --- | --- |
| 1687 DEN 28. FEBRUARY: DER RHYN MET EYS BEDECKT, EEN VLOER VOR PAARD EN WAAGEN, STAAKT ZYNEN LOOP, EN STAAT VAST ALS EEN MUR, VOEL DAGEN. MAAR DOOR EEN ZOETE LUCHT OUTLAATEN, BREEKT ZYN DEXEL, EN RUCKT MET KRAAK OP KRAAK VORBY, GEEFT BREUK EN LETZEL AAN D’WERKEN DEEZER STADT AAN DYK EN DAM EN VELDEN TOT HIERAN GINK ZYN VLOET, MEN MACH’T AAN KINDSKIND MELDEN. | 28. Februar 1687 Der Rhein, mit Eis bedeckt, Geflurt für Roß und Wagen, Hemmt seinen Lauf und steht, Gleich Mauern fest, viele Tage; Jedoch ein milder West Erreicht des Stromes Decken, Und krachend wälzt sich fort Der Rhein in seinem Becken. Und lässt an Feldern nur, An Mauern und an Dämmen Die seine Wogen schwemmen, Zurück des Unglücks Spur Es schlugen seine Fluten Bis hier an diesen Stein. Daß man’s den Enkeln melde Grub man’s auf Ewig ein. |

Auf einer dritten Tafel an der Nordwand der Turmhalle sind die Wasserstände vom 1. und 2. März 1855, 30. Januar bis 21. Februar 1799 und zuunterst 29. Februar 1784 markiert.
Eine Besonderheit der Ev. Kirche Orsoy sind die 233 Erbgrüfte unter dem Kirchenboden, welche zwischen dem 16. und dem 18. Jahrhundert von Orsoyer Familien belegt wurden. Seit der Sanierung von 1755 waren die Grüfte nicht mehr zugänglich und sind heute nicht mehr sichtbar. Ein Plan von 1774 gibt jedoch detailliert über die Belegung der Gräber Auskunft.

### Sanierung und Archäologie

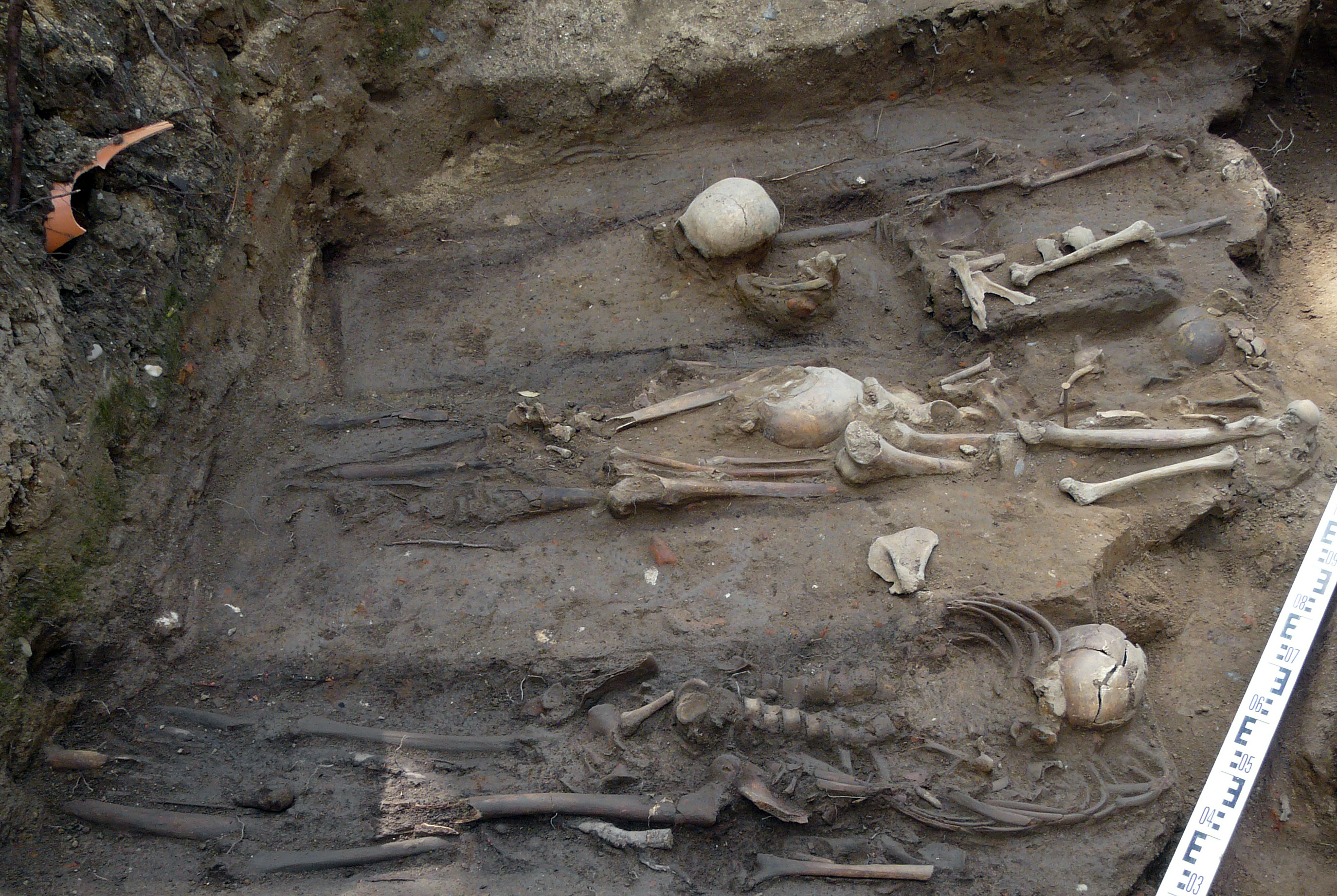
Sich teilweise überschneidende Grablegen vor der Südostecke der Kirche während der Ausgrabungen im Sommer 2010

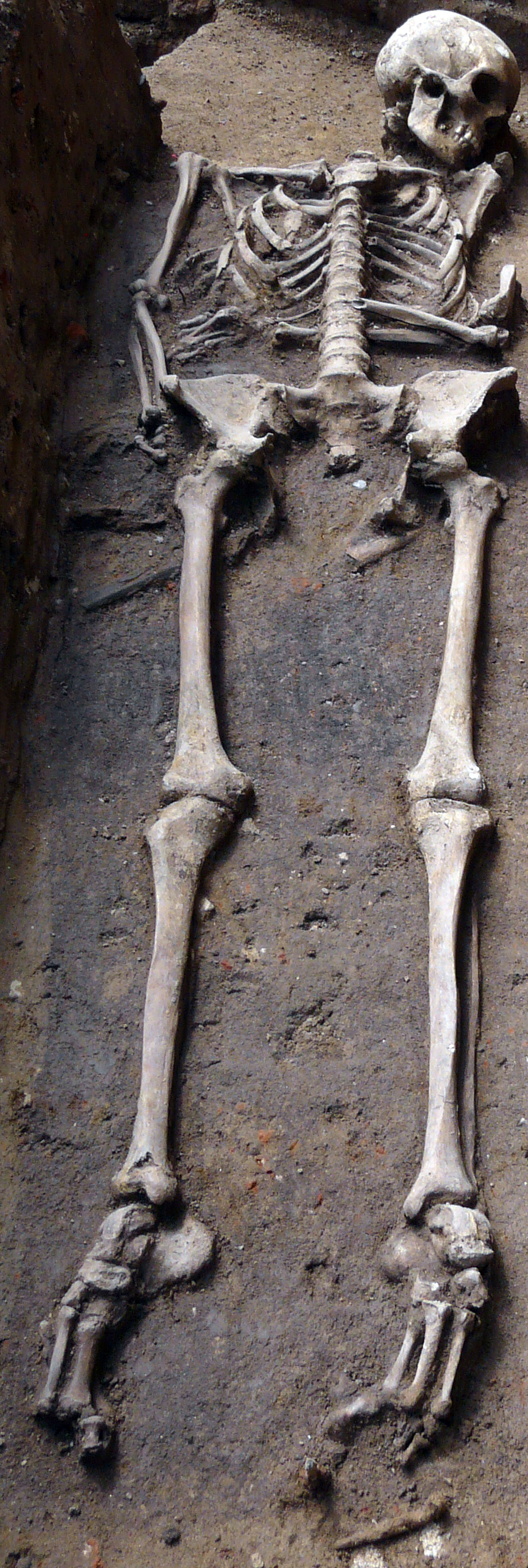
Grablege auf der Südseite während der Ausgrabungen, Sommer 2010

Im Zweiten Weltkrieg schwer beschädigt, wurde die Kirche bis 1952 wiederhergestellt. Aufgrund zunehmender Feuchtigkeit wurde das Gebäude 1958/60 und 1977 nochmals renoviert. Derzeit wird eine umfassende Sanierung unter der Leitung des Weseler Dombaumeisters und Architekten Wolfgang G. Deurer vorbereitet.
In diesem Zusammenhang wurden unter anderem Fundamente der Kirche freigeschachtet. Auf der Nordseite und der Südseite der Kirche sowie östlich der Apsis konnte dabei ein Teil des im 17. Jahrhundert aufgelassenen Kirchfriedhofes mit insgesamt rund 100 Grabstätten freigelegt werden. Dabei wurde auch ein Grabstein gefunden, der in das Jahr 1661 datiert wird. Der Stein trägt die Inschrift „M. GOTTERT • BARCKHAUS  • CATTREINA  • SEIN  • HAUS  • FRAW“. Der Stein wird nach dem Ende der Sanierungsarbeiten in der Kirche ausgestellt werden.

## Ausstattung
Mit den Restaurierungsarbeiten in der Mitte des 19. Jahrhunderts wurde auch die Innenausstattung neu eingerichtet.
Nach der Renovierung von 1958/60 erhielt die evangelische Kirche sechs neue Fenster des niederländischen Glasmalers Henk Schilling.

### Kanzel

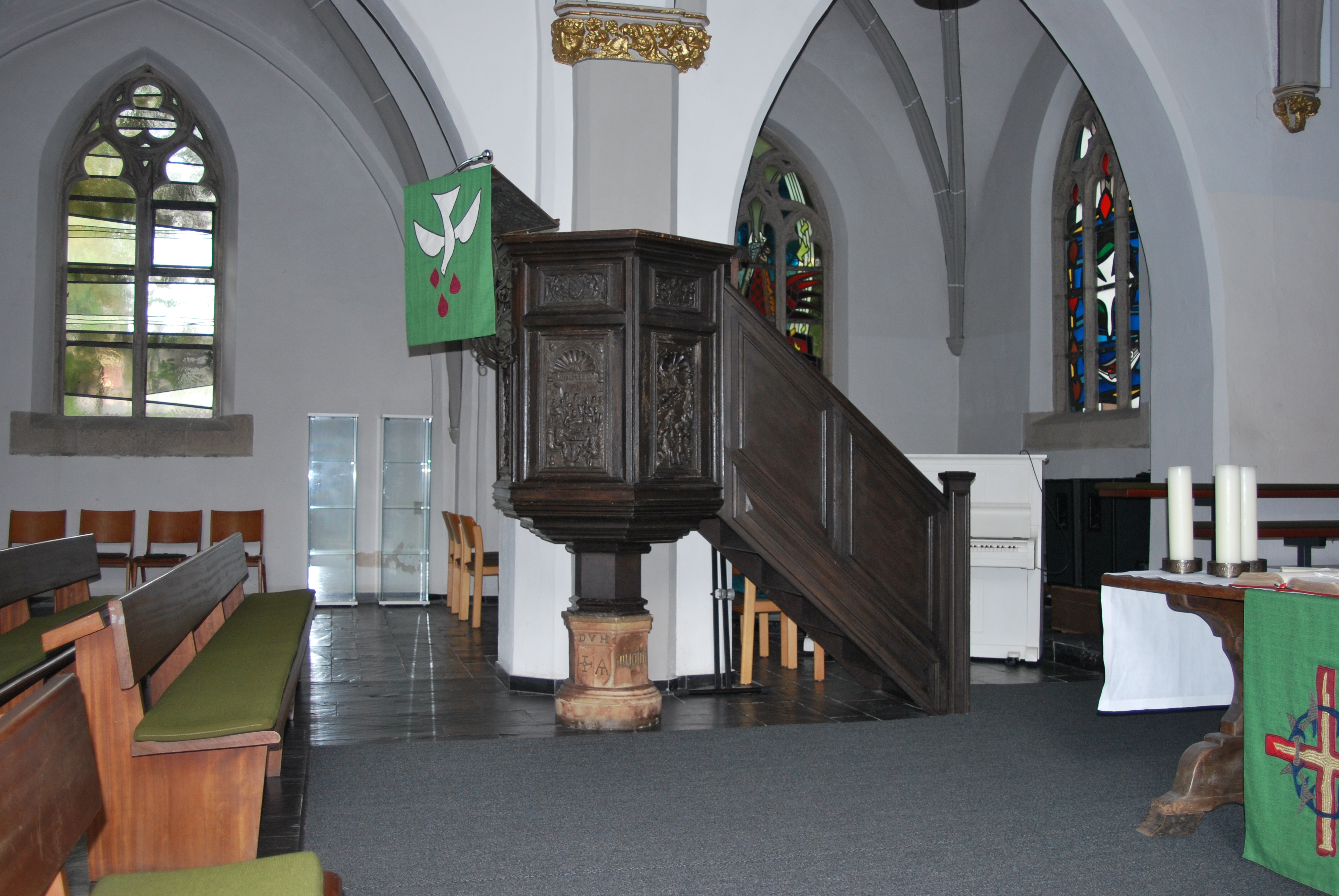
Kanzel aus der Mitte des 16. Jahrhunderts

Die evangelische Kirche Orsoy beherbergt eine der ältesten evangelischen Kanzeln am Niederrhein. Das hölzerne Kunstwerk ist am ersten nördlichen Pfeiler angebracht und stammt aus dem Jahr 1555, der Zeit von Pastor Benrad. Sie ist eine Stiftung des Orsoyer Schöffen Dietrich von Hausen und zeigt ein Dekor aus derben Schnitzereien im Stil der Renaissance. Die vier Reliefbilder am Kanzelkorb zeigen eine Kreuzigungsszene, das Abendmahl, Opferung Isaaks und die Erhöhung der ehernen Schlange nach Mose. Symbolträchtig ausgestaltet ist auch die Kanzeltüre, welche die Jahreszahl 1556 trägt. Hier wurde, in Anlehnung an eine wittenbergische Flugschrift, das Motiv „Jesus im Schafstall“ aus dem Evangelium nach Johannes, Kapitel 10 1,2, gewählt. In der Interpretation steigen Mönche über das Dach des Stalls, auf dem obenauf der Papst thront, während Jesus Christus vor der Türe bleibt. Hier spiegeln sich die Auseinandersetzungen der Reformationszeit und offene Kritik am Papsttum wider. Die Mönche suchen ihren Weg ins Paradies über die kirchliche Macht, aber ohne Einbeziehung Jesu Christi. Im Jahr 1855 wurde die Kanzel restauriert. Der Sockel der Kanzel trägt in gotischer Schrift die Inschrift: ich stelt an godt.

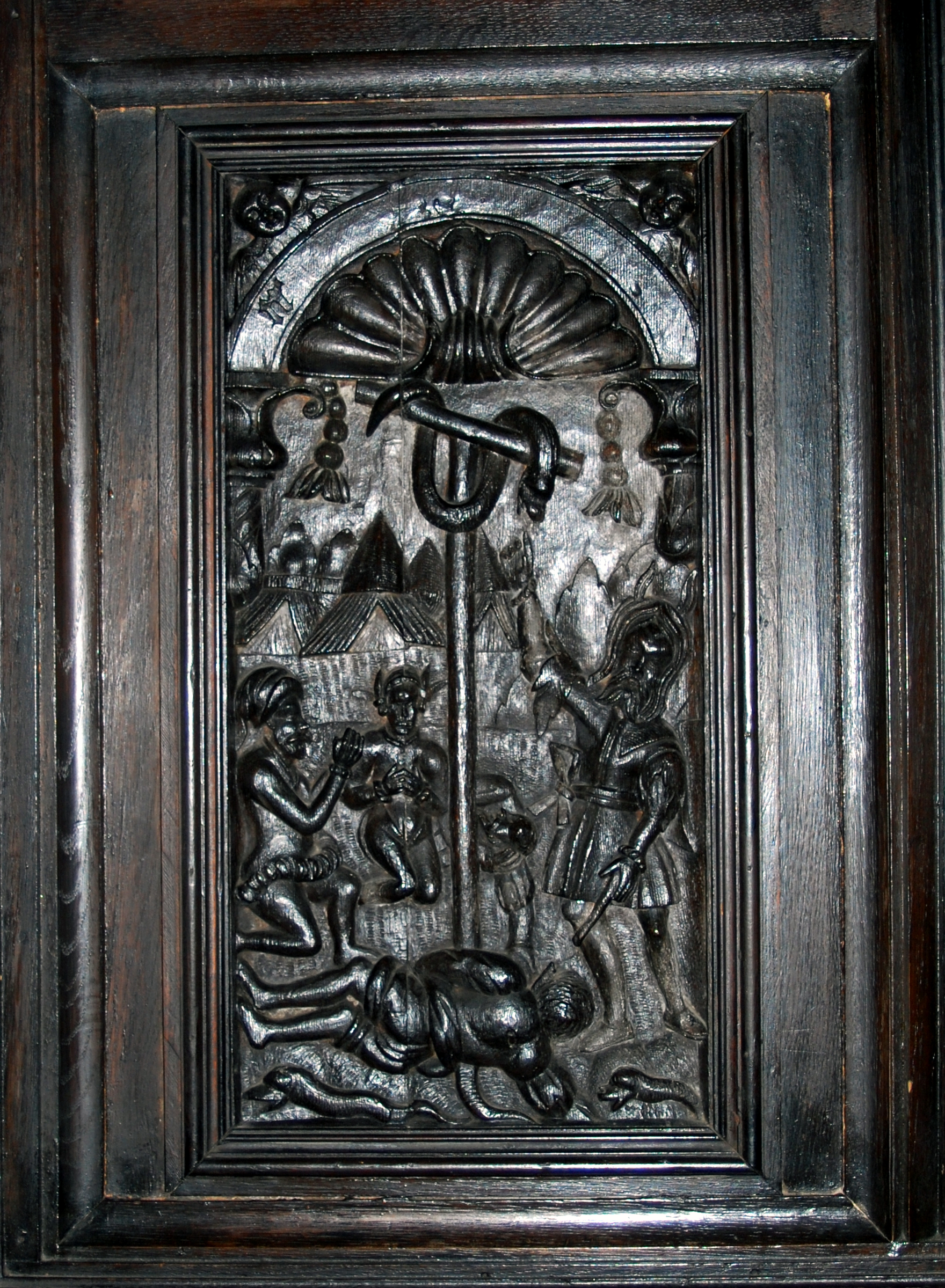
Kanzeltafel 1: Erhöhung der ehernen Schlange
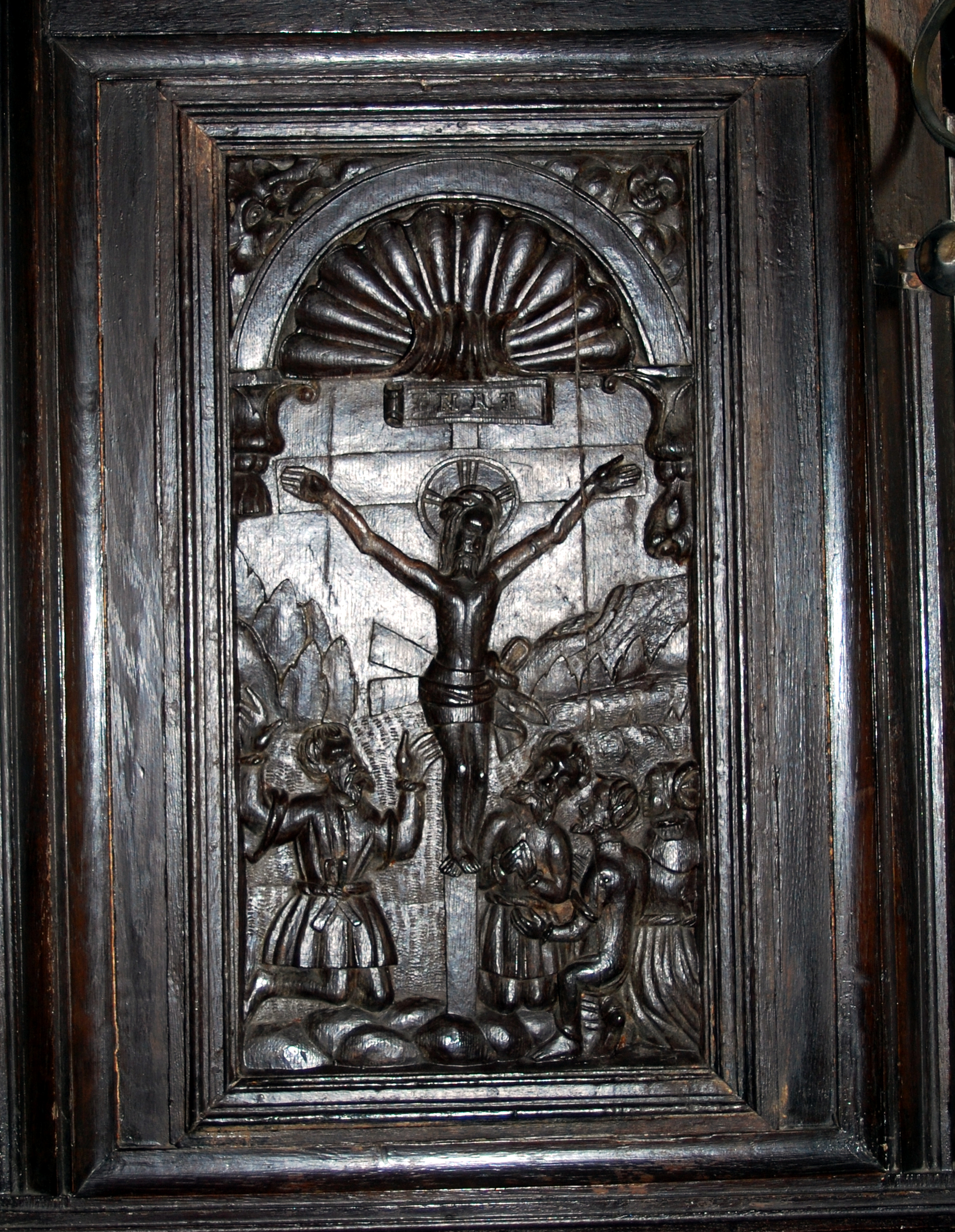
Kanzeltafel 2: Kreuzigungsszene
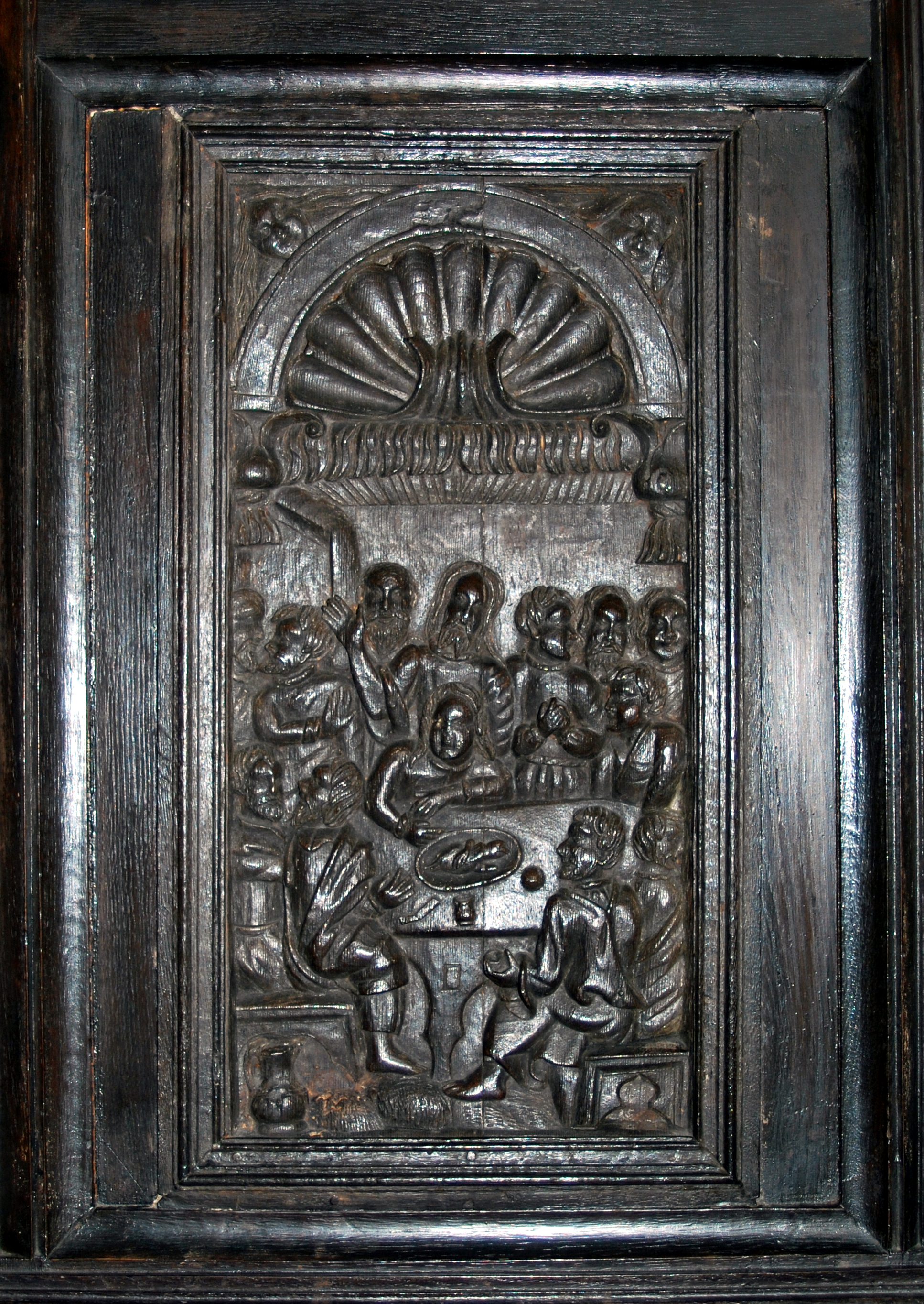
Kanzeltafel 3: Abendmahl
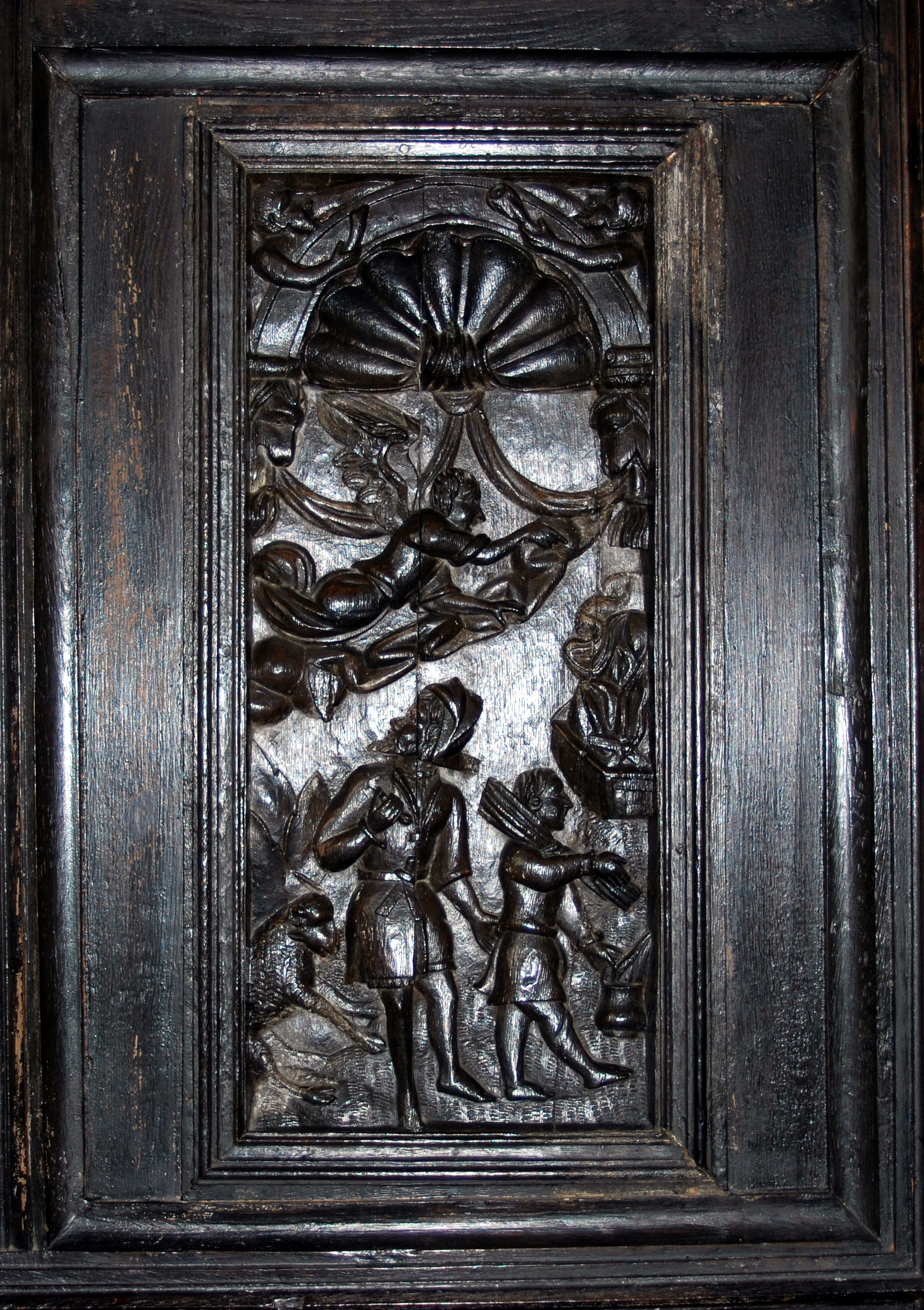
Kanzeltafel 4: Opferung Isaaks
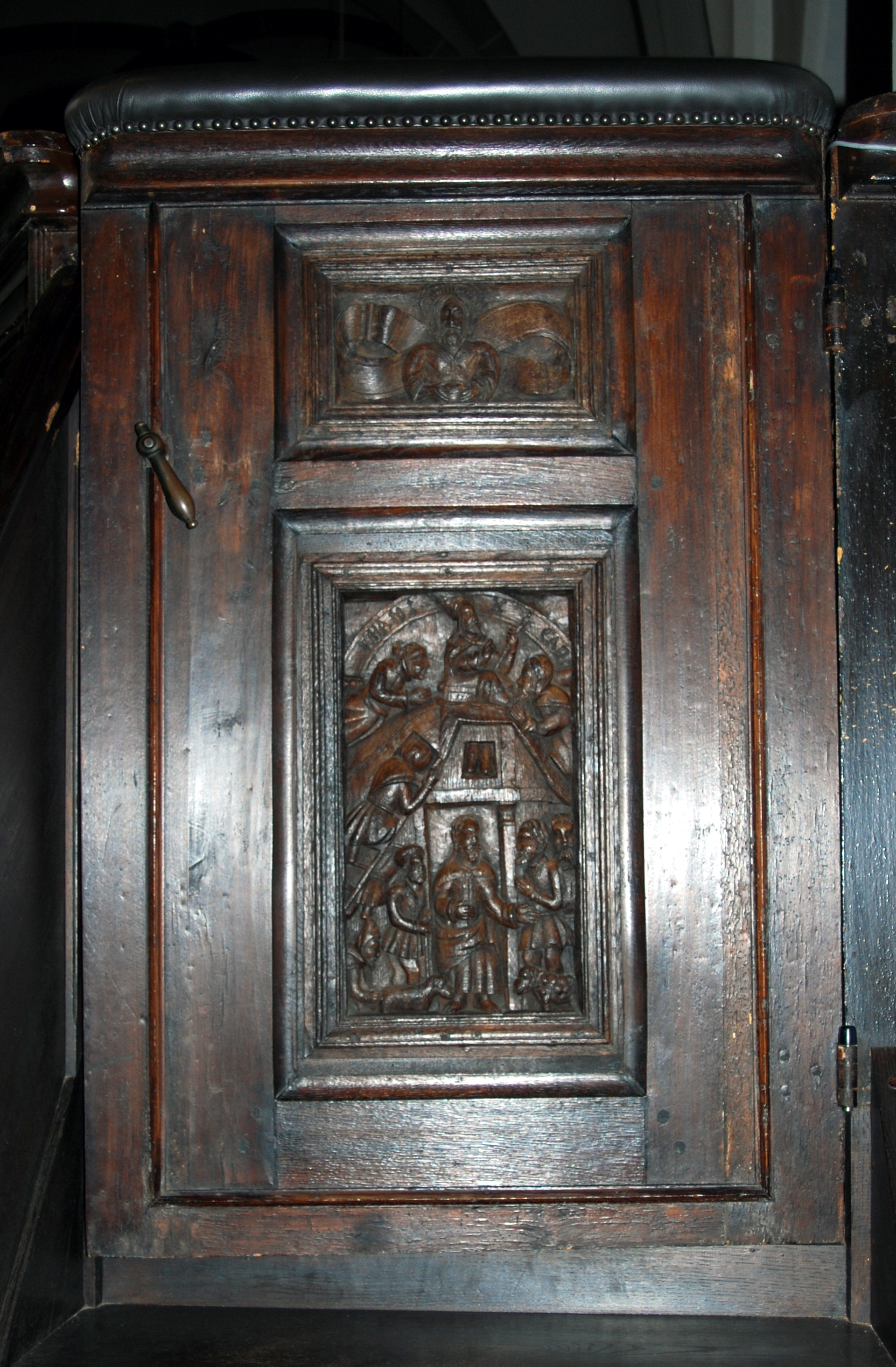
Kanzeltüre nach einer wittenbergischen Flugschrift
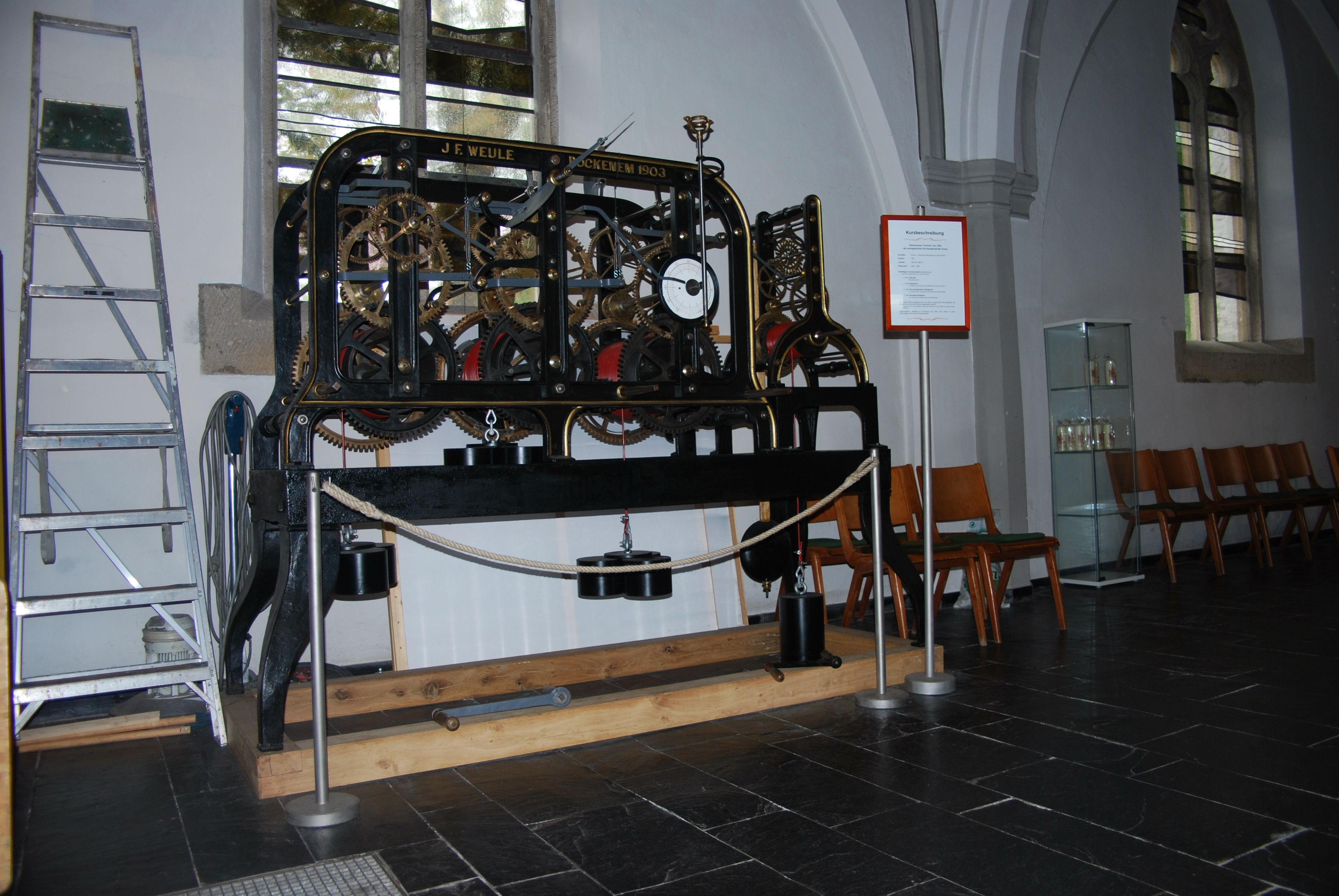
Uhrwerk von 1903

Seit Mitte Februar 2016 befindet sich der restaurierte Passionsaltar zunächst übergangsweise als Leihgabe in der Kirche, in der er sich bis 1638 befand, weil sich derzeit in der St.-Nikolaus-Kirche deutliche Baumängel und Feuchtigkeitsschäden gezeigt haben, deren Sanierung zwei bis fünf Jahre dauern sollte. Nachdem die katholische Pfarrgemeinde in Rheinberg entschieden hat, die St.-Nikolaus-Kirche dauerhaft aufzugeben und sie 2023 profaniert wurde, soll der Passionsaltar nun dauerhaft in der nun ökumenisch verwendeten Kirche verbleiben.
siehe: Passionsaltar von Orsoy

### Orgel

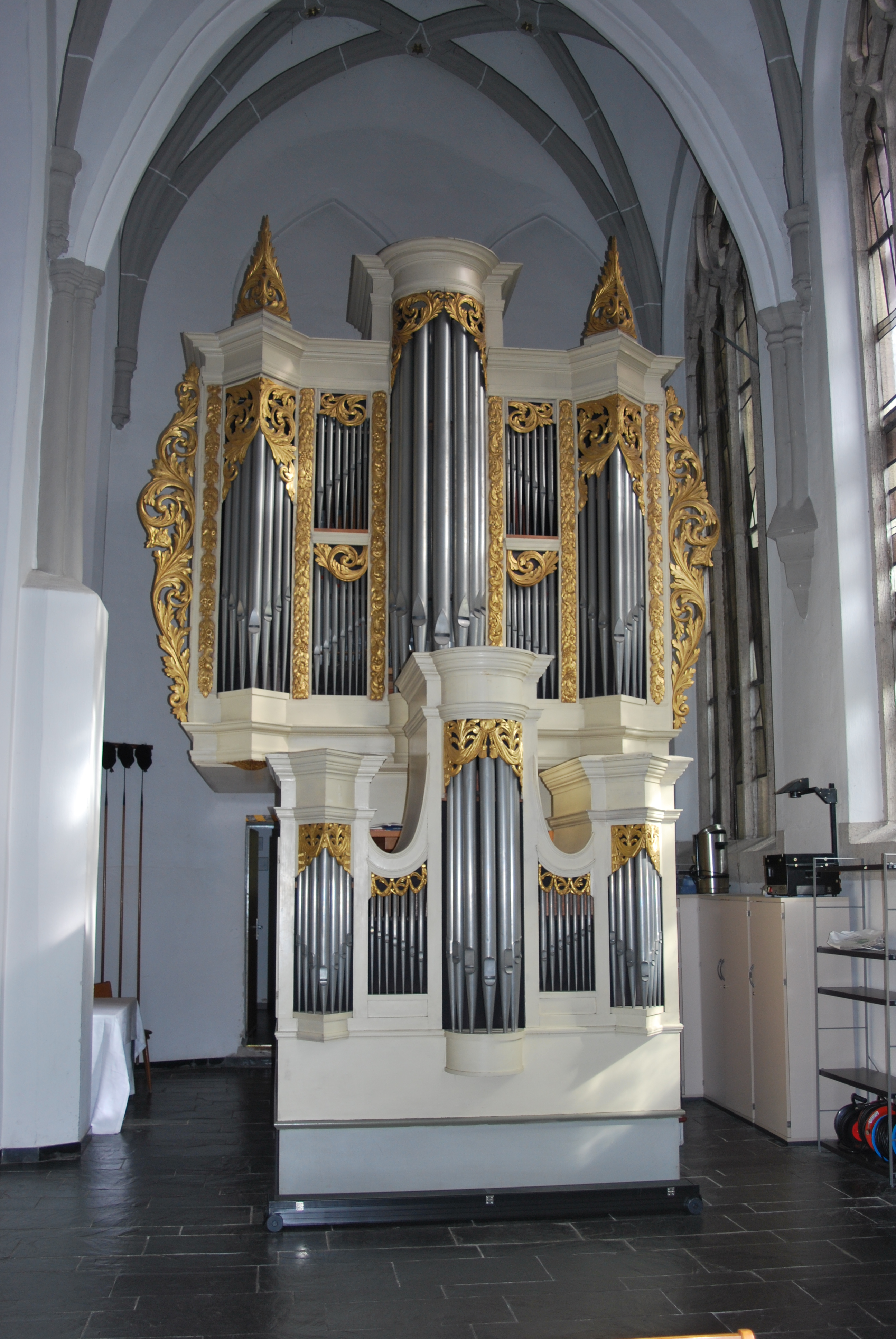
Orgel von 1680

Der Orgelprospekt des Orgelbauers Peter Weidtman (1647–1715) aus Ratingen wurde im Jahr 1680 installiert. 1855 erhielt die Orgel eine Erweiterung auf 18 Register. Der ursprüngliche Holzprospekt ist bis heute erhalten.
| I Rückpositiv C– |                  |      |
| 1.               | Musiziergedackt  | 8′   |
| 2.               | Flöten-Praestant | 4′   |
| 3.               | Trichterflöte    | 2′   |
| 4.               | Klein-Scharff IV | 1⁄2′ |
| 5.               | Vox humana       | 8′   |

| II Hauptwerk C– |                 |                |
| 6.              | Principal       | 8′             |
| 7.              | Hohlpfeife      | 8′             |
| 8.              | Octave          | 4′             |
| 9.              | Spillpfeife     | 2′             |
| 10.             | Sesquialtera II | 2 ⁄3′ + 1 3⁄5′ |
| 11.             | Mixtur IV       | 1 ⁄3′          |
| 12.             | Trompete        | 8′             |

| Pedalwerk C– |                  |     |
| 13.          | Subbaß           | 16′ |
| 14.          | Offenbaß         | 8′  |
| 15.          | Octavbaß         | 4′  |
| 16.          | Hohlschelle II   |     |
| 17.          | Posaune lieblich | 16′ |

- Koppeln: II/I, I/P, II/P.
- Spielhilfen: Handregister, eine freie Kombination, Tutti

### Glocken

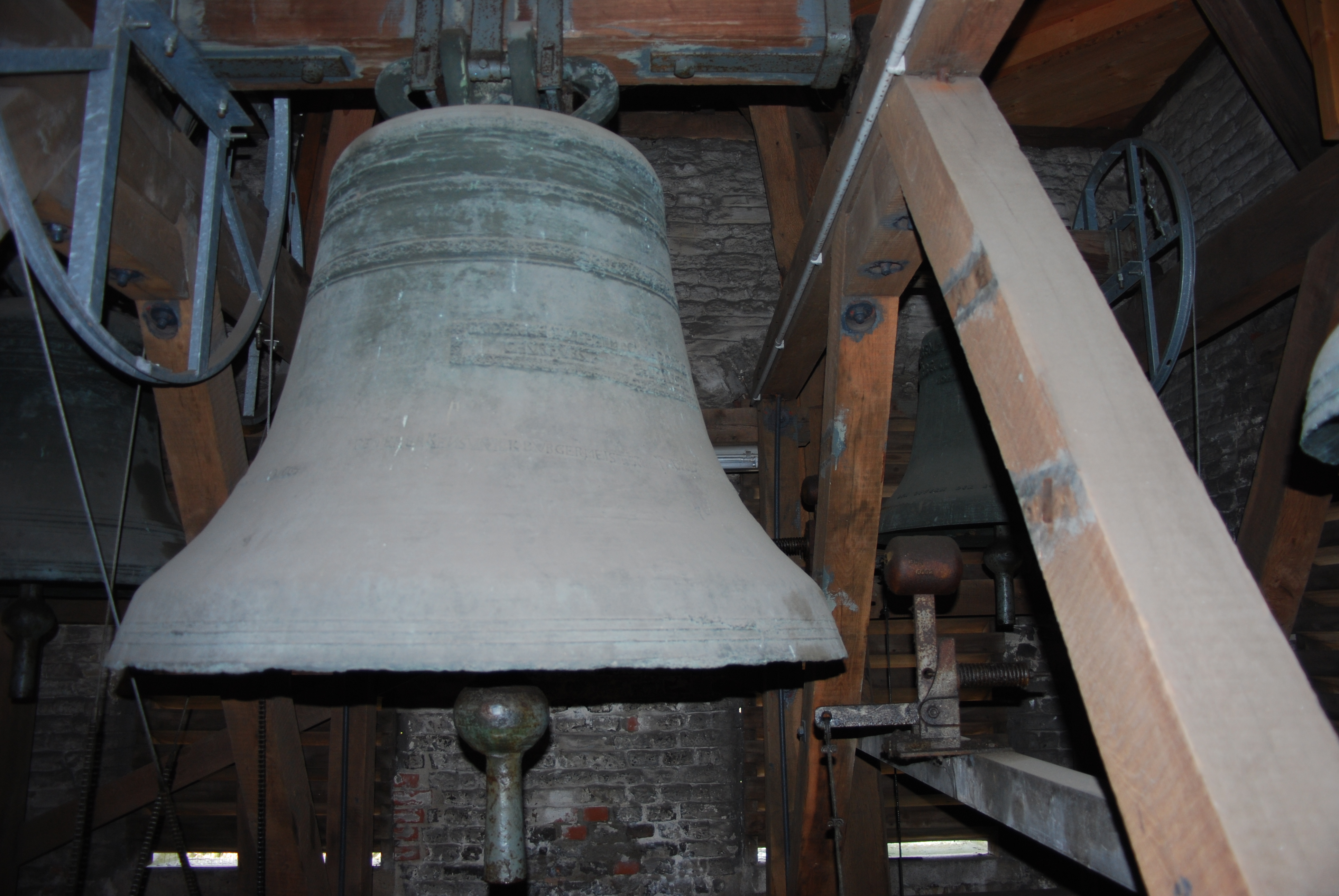
Hauptglocke von 1663.

Das Geläut besteht aus fünf Glocken, die nach dem Choral „Wachet auf, ruft uns die Stimme“ in D′ FIS′ GIS′ A′ H′ gestimmt wurden. Drei Glocken stammen aus den Jahren 1663, 1638 und 1781. Zwei weitere wurden 1969 nachgegossen.
Die Hauptglocke von 1663 wiegt ca. 1300 kg und trägt die Inschrift:
JOHAN MAURITS FÜRST ZU NASSAU STATTHALTER. ALEXANDER FREIHERR VON LANDDROST UND DROST ZU ORSOY. PETER ERKENSWICK BUERGERMEISTER, THOMAS THERSTEGEN SCHEFFEN, FRANCISCUS SCRIVERCUS KIRCHMEISTER, CHRISTIAN TEW RICHTER
FRIEDRICH WILHELM CHURFÜRST. LOVISE D’ORANGE.
GLAVDILA MIRAL (?) VON BONN GOSS MICH ANNO 1663.
Die Inschrift der zweiten Glocke lautet:
Psalm 150. WESSELL VON LOH BURGEM. ANTON VAN BEDBER KM. 1638.
Die dritte Glocke trägt die schlichte Herstellergravur:
HENRICUS PETIT ME FECIT 1781

## Denkmalschutz
Der Bereich der Kirche ist ein Bodendenkmal nach dem Gesetz zum Schutz und zur Pflege der Denkmäler im Lande Nordrhein-Westfalen (Denkmalschutzgesetz – DSchG). Nachforschungen und gezieltes Sammeln von Funden sind genehmigungspflichtig. Zufallsfunde sind an die Denkmalbehörden zu melden. Die Evangelische Kirche Orsoys wurde am 25. Juni 1984 unter der Nummer 36 in die Liste der Baudenkmäler in Rheinberg eingetragen.